# Norris Castle
Norris Castle er et slot der ligger Isle of Wight. Det blev designet af James Wyatt til Lord Henry Seymour. Ejendommen ligger op til Osborne House, der var et af dronning Victoria hjem. På den anden side af Norris Castle ligger ejendommen Spring Hill, der blev købt William Goodrich i 1794. Norris Castle blev opført i 1799 og ligger på 225 hektar land omkring 1,5 km fra vandet. Norris Castle eren listed building af første grad.
Parken og haverne omkring Norris Castle er de eneste der er fredet af første grad af Historic England. De er sandsynligvis tegnet i 1799 af Humphry Repton, og inkluderer en have omkranset af en mur med krenelering.
På trods af sin storslåethed har bygningen længe haft problemer med at skaffe midler til vedligehold.